# 茱莉亞·安
茱莉亞·安（英語：Julia Ann，1969年10月8日—）是一位美國女色情演員、模特兒和脫衣舞孃，其本名為茱莉亞·塔韋拉（英語：Julia Tavella）。; 她是AVN名人堂和XRCO名人堂的成員。
截至2023年9月，茱莉亞·安在Freeones.com網站上是排名第67位的最受歡迎的色情表演者，同時也是該網站的歷史第八高點。
她曾擔任化妝師。她曾提到同為色情女演員的克莉絲蒂·坎寧是自己的「偶像」之一。

## 圖集

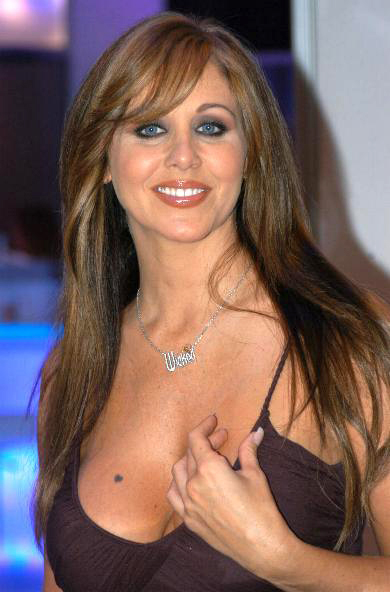
安於2007年的AVN成人娛樂博覽會
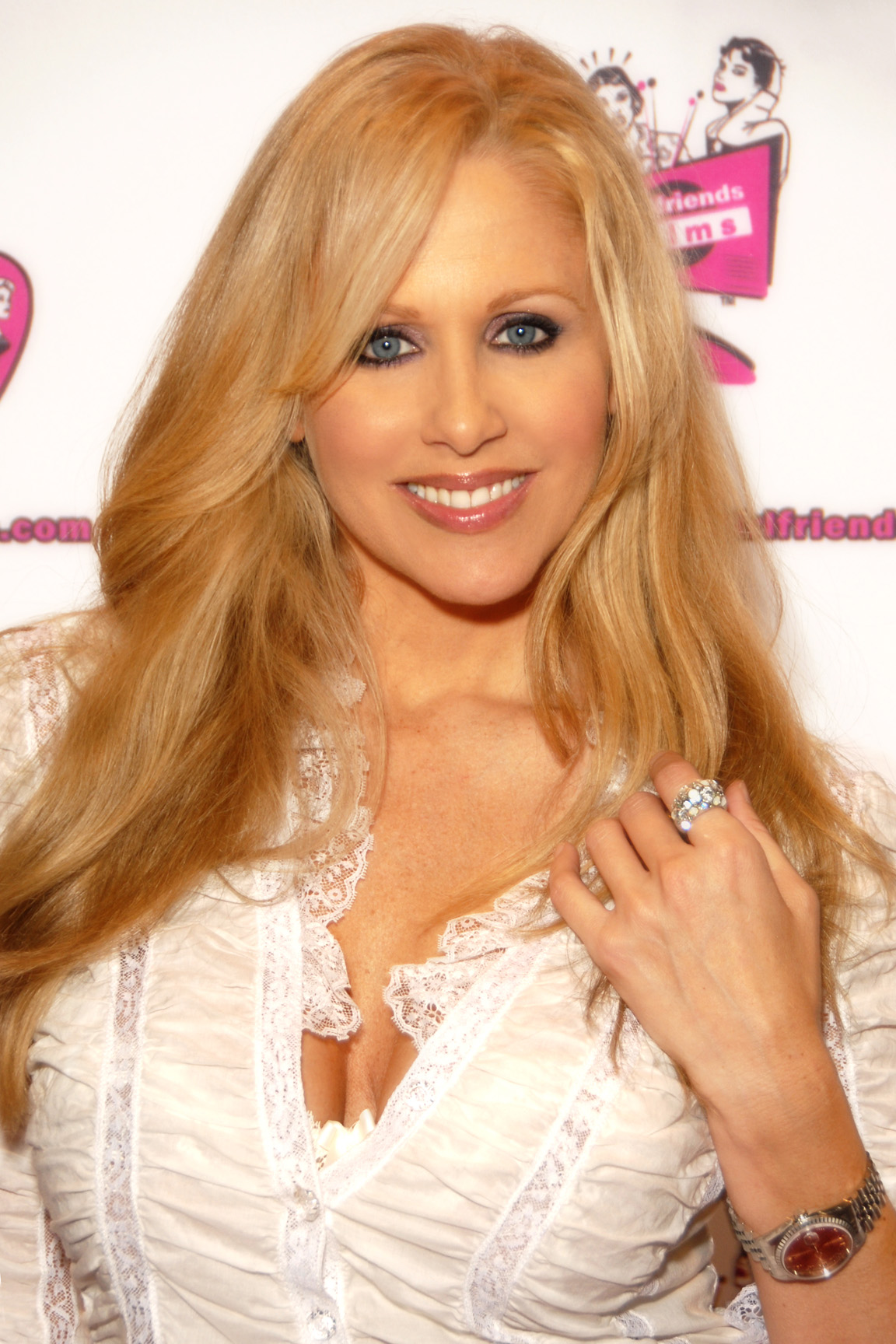
安於2010年的AVN成人娛樂博覽會
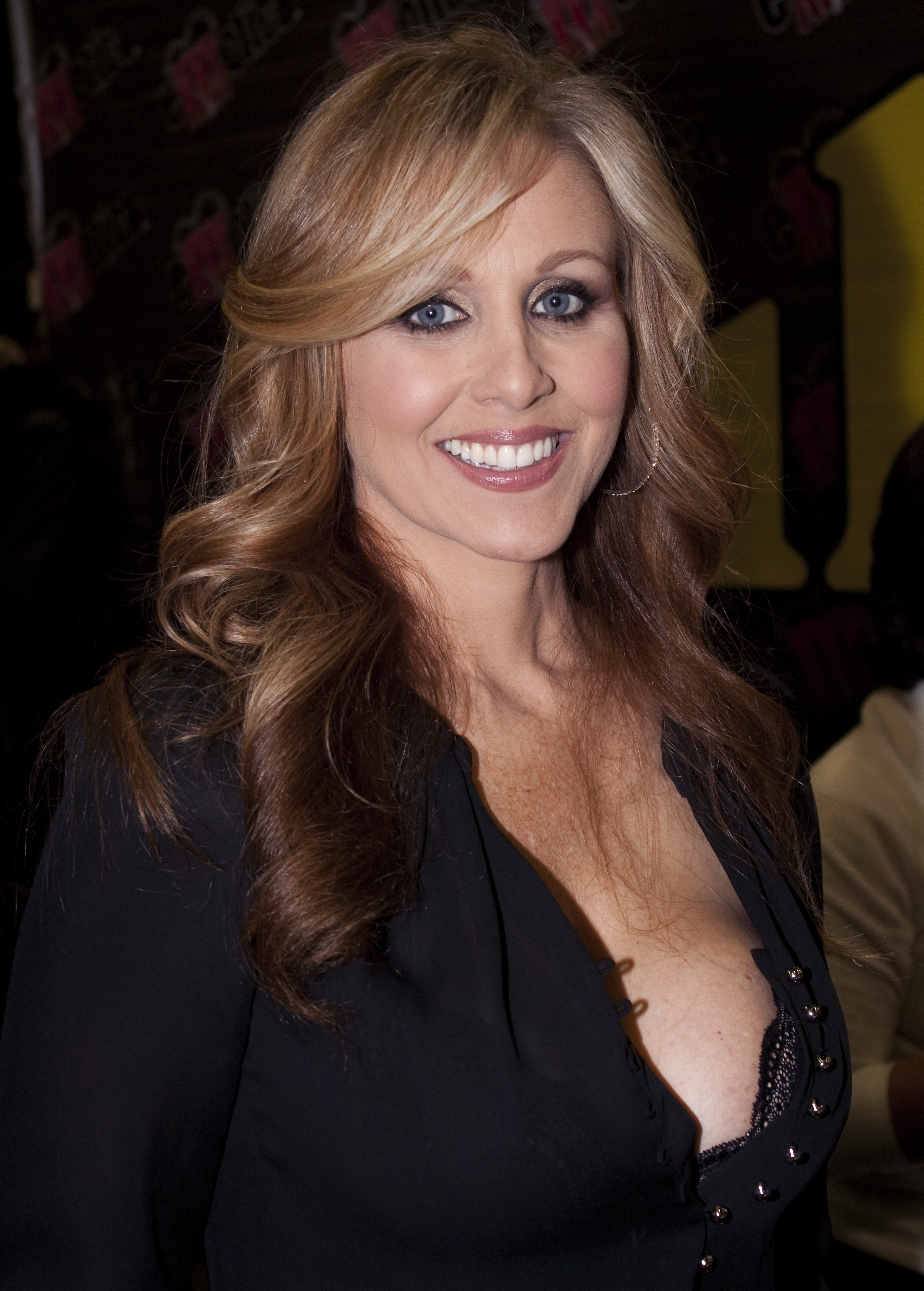
安於2014年的AVN成人娛樂博覽會
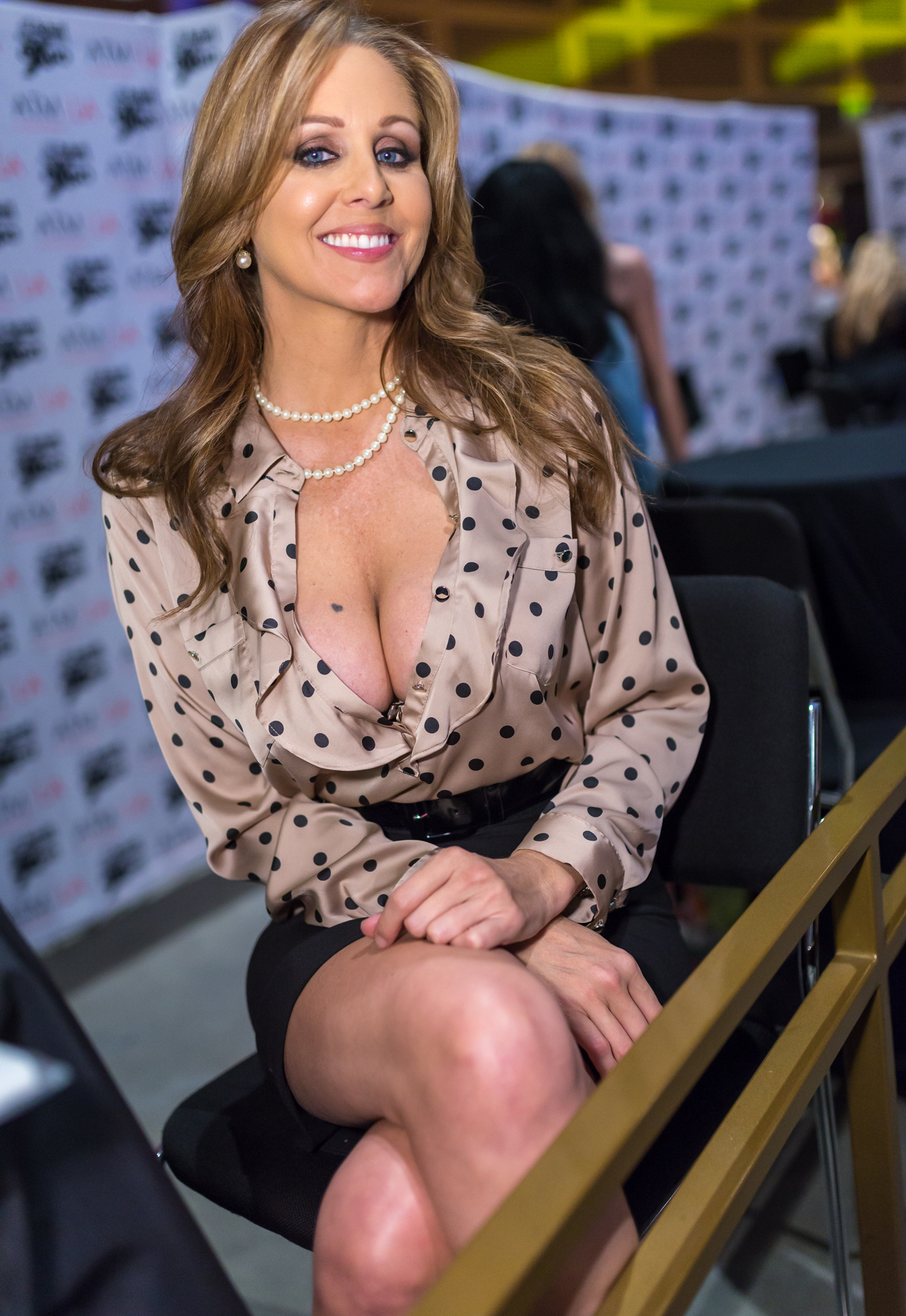
安於2015年的AVN成人娛樂博覽會

## 外部連結
- Julia Ann在互联网电影资料库（IMDb）上的資料（英文）
- Julia Ann在網際網路成人電影資料庫
- 成人電影資料庫上Julia Ann的资料（英文）